# Paspalum laxum
Paspalum laxum là một loài thực vật có hoa trong họ Hòa thảo. Loài này được Lam. mô tả khoa học đầu tiên năm 1791.